# So Hyon-uk
So Hyon-uk (17 april 1992) is een Noord-Koreaans voetballer die bij voorkeur als spits speelt. In 2014 debuteerde hij in het Noord-Koreaans voetbalelftal.

## Interlandcarrière
Op 31 oktober 2014 maakte So zijn debuut in het Noord-Koreaans voetbalelftal. In een vriendschappelijke wedstrijd tegen Koeweit speelde hij negentig minuten. Op 11 juni 2015 maakte hij de enige treffer in de WK-kwalificatiewedstrijd tegen Jemen.
| Interlands van So Hyon-uk voor Noord-Korea | Interlands van So Hyon-uk voor Noord-Korea | Interlands van So Hyon-uk voor Noord-Korea | Interlands van So Hyon-uk voor Noord-Korea | Interlands van So Hyon-uk voor Noord-Korea       | Interlands van So Hyon-uk voor Noord-Korea |
| №                                          | Datum                                      | Wedstrijd                                  | Uitslag                                    | Competitie                                       | Goals                                      |
| Als speler bij 25 april                    | Als speler bij 25 april                    | Als speler bij 25 april                    | Als speler bij 25 april                    | Als speler bij 25 april                          | Als speler bij 25 april                    |
| ------------------------------------------ | ------------------------------------------ | ------------------------------------------ | ------------------------------------------ | ------------------------------------------------ | ------------------------------------------ |
| 1                                          | 31 oktober 2014                            | Koeweit – Noord-Korea                      | 1 – 0                                      | Vriendschappelijk                                | 0                                          |
| 2                                          | 13 november 2014                           | Noord-Korea – Hongkong                     | 2 – 1                                      | Oost-Aziatisch kampioenschap 2015 (kwalificatie) | 0                                          |
| 3                                          | 16 november 2014                           | Guam – Noord-Korea                         | 1 – 5                                      | Oost-Aziatisch kampioenschap 2015 (kwalificatie) | 0                                          |
| 4                                          | 19 november 2014                           | Chinees Taipei – Noord-Korea               | 0 – 0                                      | Oost-Aziatisch kampioenschap 2015 (kwalificatie) | 0                                          |
| 5                                          | 10 januari 2015                            | Oezbekistan – Noord-Korea                  | 1 – 0                                      | Aziatisch kampioenschap                          | 0                                          |
| 6                                          | 18 januari 2015                            | China – Noord-Korea                        | 2 – 1                                      | Aziatisch kampioenschap                          | 0                                          |
| 7                                          | 17 mei 2015                                | Vietnam – Noord-Korea                      | 1 – 1                                      | Vriendschappelijk                                | 0                                          |
| 8                                          | 20 mei 2015                                | Thailand – Noord-Korea                     | 0 – 1                                      | Vriendschappelijk                                | 0                                          |
| 9                                          | 11 juni 2015                               | Jemen – Noord-Korea                        | 0 – 1                                      | WK 2018 (kwalificatie)                           | 1                                          |
| 10                                         | 16 juni 2015                               | Noord-Korea – Oezbekistan                  | 4 – 2                                      | WK 2018 (kwalificatie)                           | 0                                          |
| 11                                         | 2 augustus 2015                            | Noord-Korea – Japan                        | 2 – 1                                      | Oost-Aziatisch kampioenschap                     | 0                                          |
| 12                                         | 5 augustus 2015                            | China – Noord-Korea                        | 2 – 0                                      | Oost-Aziatisch kampioenschap                     | 0                                          |
| 13                                         | 9 augustus 2015                            | Zuid-Korea – Noord-Korea                   | 0 – 0                                      | Oost-Aziatisch kampioenschap                     | 0                                          |
| 14                                         | 3 september 2015                           | Bahrein – Noord-Korea                      | 0 – 1                                      | WK 2018 (kwalificatie)                           | 0                                          |
| 15                                         | 8 oktober 2015                             | Noord-Korea – Filipijnen                   | 0 – 0                                      | WK 2018 (kwalificatie)                           | 0                                          |
| 16                                         | 13 oktober 2015                            | Noord-Korea – Jemen                        | 1 – 0                                      | WK 2018 (kwalificatie)                           | 0                                          |
| 17                                         | 12 november 2015                           | Oezbekistan – Noord-Korea                  | 3 – 1                                      | WK 2018 (kwalificatie)                           | 0                                          |
| 18                                         | 17 november 2015                           | Noord-Korea – Bahrein                      | 2 – 0                                      | WK 2018 (kwalificatie)                           | 0                                          |
| 19                                         | 29 maart 2016                              | Filipijnen – Noord-Korea                   | 3 – 2                                      | WK 2018 (kwalificatie)                           | 0                                          |

Bijgewerkt op 18 april 2016.